# Automotrici FS ALn 442-448

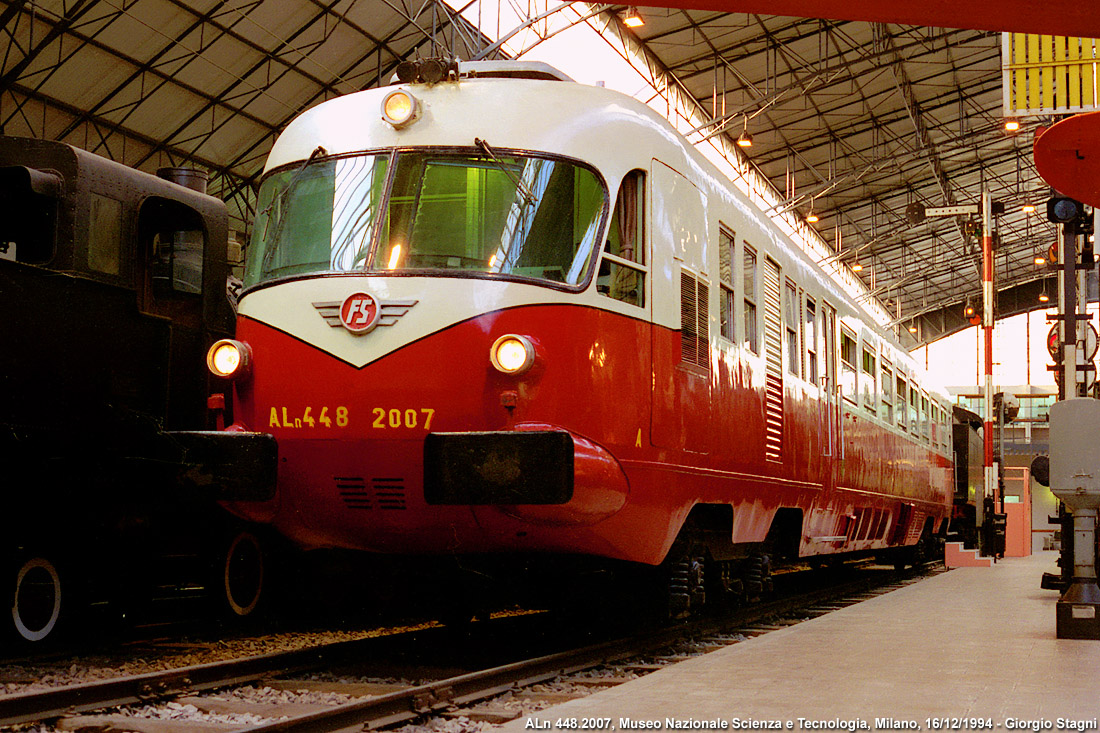
L'automotrice ALn 448.2007 (poi demolita) durante la sua esposizione al museo della Scienza e della Tecnica di Milano

Le Automotrici ALn 442-448 sono delle particolari automotrici doppie a gasolio delle Ferrovie dello Stato italiane costruite nella seconda metà degli anni cinquanta del secolo scorso allo scopo di approntare in tempi brevi un treno in grado di effettuare servizi internazionali Trans Europ Express: la trazione termica non imponeva il cambio del locomotore alla frontiera, necessario nel caso di trazione elettrica in conseguenza dei diversi sistemi di alimentazione e di esercizio.

## Storia
Le automotrici doppie del gruppo ALn 442-448 sono il risultato di un progetto Breda del 1955 per un mezzo rapido con elevato standard qualitativo. Vennero costruite come complesso di due casse permanentemente accoppiate (e per questo costituenti un treno usualmente chiamato "binato Breda"), con differente allestimento interno e diverso numero di posti, ognuna poggiante su due propri carrelli. I due carrelli estremi erano motori, sviluppanti complessivamente una potenza di 680 kW. Avevano una massa in servizio di 104 tonnellate ed erano fornite di servizio di ristorante con cucina a bordo. La velocità era di 140 km/ora, non eccessivamente elevata ma sufficiente allo svolgimento del tipo di servizio previsto.

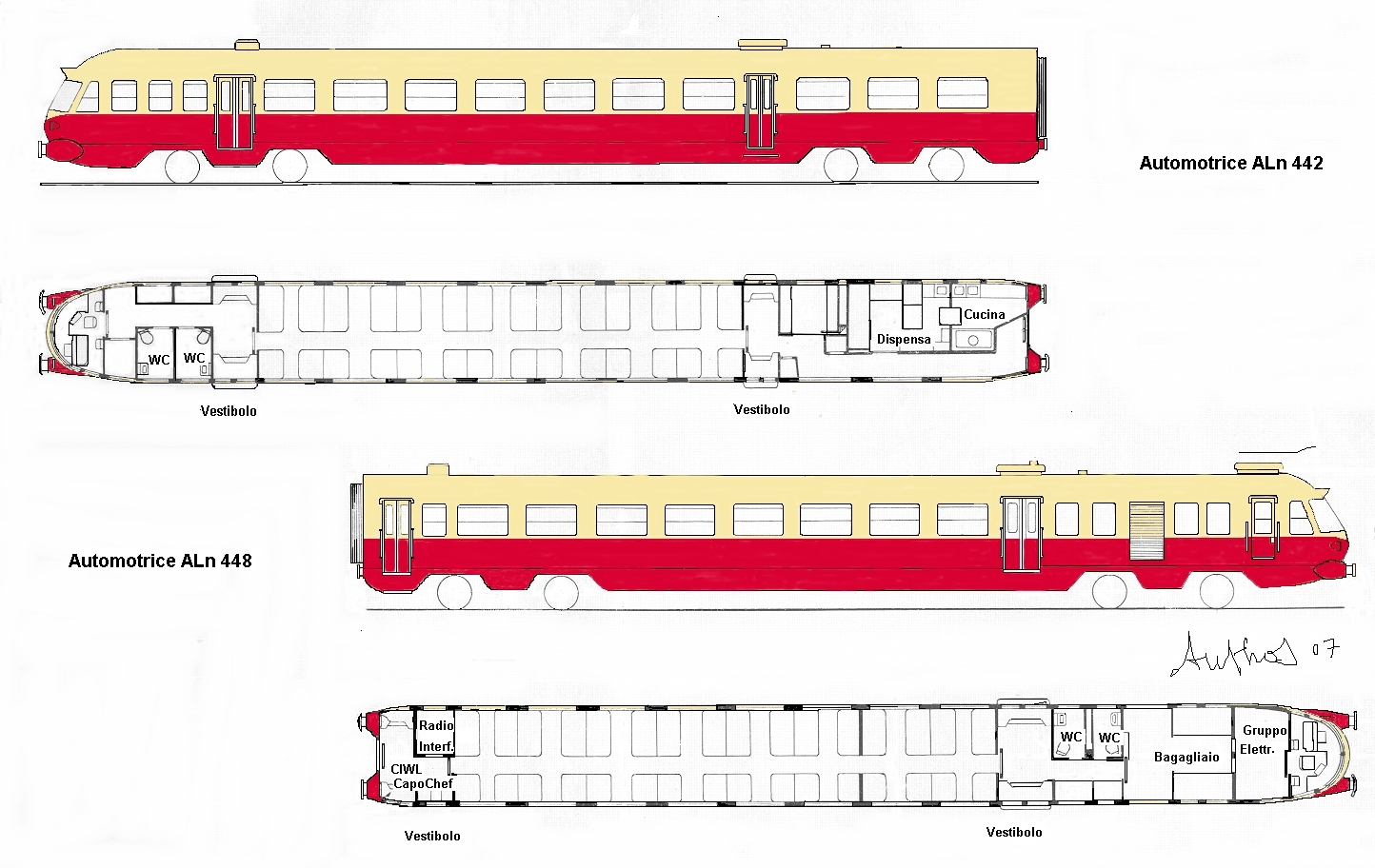
Figurino di automotrice doppia Breda ALn 442-448 e disposizione interna

Le Ferrovie dello Stato ordinarono alla Breda una serie di nove unità, che vennero numerate da 201 a 209.
I primi tre treni vennero consegnati nel mese di luglio del 1957 ed assunsero la numerazione di ALn 442.201-448.201, 202, 203. Delle 3 cifre seriali, in luogo delle allora usuali 4 delle FS per la trazione Diesel, la prima continuava ad identificare il costruttore (2 per Breda).
Entro il mese di ottobre dello stesso anno erano stati consegnati anche il 204, 205, 206 e 207. Tra il mese di maggio e il mese di giugno del 1958, con il 208 ed il 209, vennero completate le consegne.
I convogli erano verniciati in livrea TEE: giallo sabbia per la fascia dei finestrini e rosso bordeaux per la parte bassa della fiancata. Il frontale non riportava alcuna indicazione oltre al logo TEE: le marcature erano indicate sulla parte bassa della fiancata con lo schema FS TEE 44x 20x.
L’automotrice aveva pochi, ma fastidiosi difetti di progettazione: già durante le corse prova, emersero alcuni difetti minimi, come la rumorosità, alle volte molto elevata, e la mancanza di aria condizionata. Talvolta, sulle tratte alpine, dove le rotaie sono spesso ricoperte di neve, l’automotrice poteva rimanere impantanata, a causa del frontale tondeggiante che appiattiva e comprimeva la neve, invece di solcarla, fino a creare una solida barriera di neve e ghiaccio. Le automotrici erano inoltre sprovviste di spartineve frontale.
Dall'entrata in servizio fino al 1972 effettuarono treni TEE tra Italia e Francia, Italia e Svizzera, Italia e Germania. Negli anni seguenti l'entrata in servizio di carrozze moderne e confortevoli nelle varie reti ferroviarie europee e l'istituzione, prima all'estero, dei treni Intercity cadenzati relegò pian piano le ALn 442-448 a ruoli sempre minori.
L'ALn 442.202 si incendiò nella galleria del Sempione l'8 novembre 1969, mentre il 30 novembre 1971 l'ALn 448.207 ebbe un incidente con una locomotiva da manovra SBB nella stazione di Leuk: entrambe le unità furono demolite. Nel 1972, con la fine dei servizi internazionali, il logo TEE fu sostituito dal logo FS e le marcature furono apposte anche sul frontale; contestualmente ci fu la rinumerazione nel secondo migliaio (da 2001 a 2008; l'ALn 442.209 fu rinumerata 2002, mentre l'ALn 448.209 fu rinumerata 2007) andando a comporre 8 complessi binati in luogo dei 9 iniziali.
L'avvento di nuovo materiale rotabile, ancor prima della fine dei servizi TEE, decretò la rimozione dei complessi binati dai servizi di lusso, che a partire dall'autunno del 1972 furono inviati sulla linea Jonica. Qui, fino all'autunno del 1974, espletarono due servizi rapidi giornalieri in a/r, il Reggio C. - Bari (Reggio C. M.ma in andata) e il Villa S. Giovanni - Bari. Tra il 1974 ed il 1979 le unità 442, ad eccezione della ALn 442.2002, poi accantonata a Treviso, furono private della cucina e rinumerate ALn 460, portando a sessanta i posti disponibili.
In quello stesso periodo, i convogli vennero trasferiti prima presso il deposito di Pavia e successivamente in quello di Treviso, dove effettuarono due importanti espressi, rispettivamente, la Freccia delle Dolomiti ed il Cadore. Sull'impegnativa linea per Calalzo, con caratteristiche altimetriche per le quali non erano state progettate, le automotrici andarono soggette a frequenti surriscaldamenti e guasti: talvolta, negli ultimi anni, venivano accoppiate con un locomotore diesel, spesso D343/345, per far fronte a tali inconvenienti e per facilitare l’arrampicata sulle varie pendenze, caratteristiche delle località montane. Ben presto, anche a causa delle necessarie manutenzioni, senz'altro più costose e complesse rispetto a quelle delle più flessibili ALn 668, vennero relegate a servizi sempre più marginali e presto accantonate, anche perché si ritenne eccessivamente oneroso decoibentarle dall'amianto. Furono impegnate, ormai a fine carriera, in alcuni servizi locali facenti capo a Treviso, fino al 24 ottobre 1982, dopodiché iniziarono i primi accantonamenti. Gli ultimi servizi le videro impegnate in treni speciali, per servizi amatoriali e d'agenzia, fino al giugno del 1995.
Nonostante vi fosse l’intenzione di utilizzare i convogli per treni storici o di esporli in musei, alla fine furono quasi tutti sigillati, accantonati e, infine, demoliti, ad eccezione di due convogli. La ALn 448.2007, restaurata e opportunamente sigillata e privata di motori e apparecchiature del sottocassa per evitare fughe di particelle di amianto dalla coibentazione, era esposta nel padiglione ferroviario del Museo della Scienza e della Tecnica di Milano; sul finire del 2008 è stata trasportata su gomma a Migliarino dove, il 5 dicembre 2008, è stata tranciata, decoibentata e trasportata alla Decotrain per la demolizione. Dalla sua demolizione furono recuperati alcuni pezzi di ricambio per l'ultimo TEE ancora esistente, le ALn 448-460.2008. Quest’ultime furono utilizzate regolarmente fino al 1995. Inizialmente furono accantonate al coperto presso la Squadra Rialzo di Voghera a causa dell’amianto, nei primi anni 2000, non ancora sigillate ma con già apposte le scritte monitorie. L’accantonamento proseguì fino al 2008, anno in cui vennero sigillate e trasferite a Santhià, per essere decoibentate e recuperate ad opera della Magliola Spa. Il rotabile fu decoibentato e i sigilli rimossi, ma la società dichiarò bancarotta prima che potessero essere effettuati ulteriori lavori: ne conseguì l’accantonamento e l’abbandono all’aperto, assieme a numerosi rotabili, storici e non.
Il 2 febbraio 2023, le due unità 448-460.2008 sono state rilevate dalla Fondazione FS e trasferite dalle officine di Santhià al DORS di La Spezia Migliarina, per lavori di recupero.

## Caratteristiche tecniche
Analogamente a quanto realizzato sulle ALn 880 e ALn 990, anche le ALn 442-448 vennero dotate di un solo motore di potenza elevata per ogni unità, anziché adottare la più comune soluzione dei due motori. In ogni caso, essendo le automotrici permanentemente accoppiate, veniva garantita la prosecuzione della corsa anche in caso di avaria ad un motore.
Le automotrici risultavano dunque fra loro accoppiate in comando multiplo, peraltro non possibile fra più unità binate per cui, quando si faceva ricorso alla doppia composizione, come avveniva stagionalmente sul TEE Ligure o sporadicamente sul TEE Lemano, era necessaria la presenza dei macchinisti anche nel secondo convoglio, collegati con un telefono alla prima unità per coordinare le operazioni di guida.

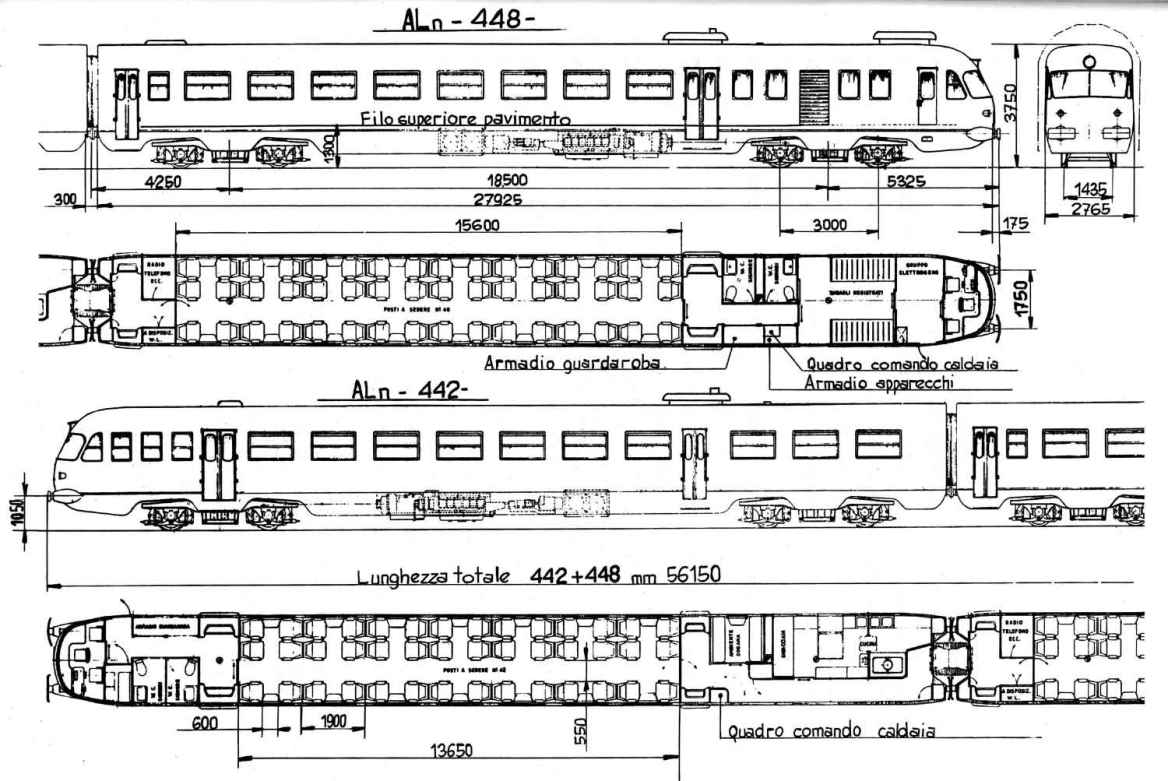

### Il motore Breda
Il motore di produzione BREDA,  tipo D19/SB 12 P,  derivato dal D19/SA 12 P, era a 12 cilindri orizzontali contrapposti con camere di pre-combustione tipo Ricardo, sovralimentato con due turbosoffianti Brown Boweri. In origine tarato a 360 kW a 1500 giri/minuto, era accoppiato, tramite un giunto idraulico del tipo Vulcan-Sinclair ad un cambio epicicloidale Wilson a 5 velocità. A pochi anni dall'immissione in servizio la potenza fu prudenzialmente ridotta a 340 kW.
Allo scopo di non sottrarre potenza alla trazione, sulle ALn 448 era installato un gruppo elettrogeno per le utenze elettriche del convoglio (in primis per la cucina) il cui motore era sempre di produzione BREDA, tipo D28/N 4 L, a 4 cilindri verticali da 47 Kw a 1500 g/min.

### Le rimorchiate
Nel 1958 si pensò di trasformare i complessi binati in veri e propri convogli e a tale scopo, per aumentare la capacità di trasporto, furono costruite quattro unità intermedie, prive di motorizzazione e di cabine di guida, immatricolate Ln 60.201-204; furono utilizzati in servizio regolare sul treno rapido Torino-Trieste fino al completamento dell'elettrificazione sulla Milano-Torino.
L'aumento di massa rimorchiata provocava un drastico calo delle prestazioni complessive, pertanto i nuovi rimorchi vennero accantonati.
Successivamente le Ln 60, trasformate in rimorchiate intermedie per automotrici elettriche con la nuova classificazione Le 602.001-004 e la coloritura in castano e Isabella, furono utilizzate in composizione a treni di elettromotrici ALe 601, ALe 540 e ALe 660.
Le rimorchiate Le 602.001-004 furono demolite formalmente nel giugno 1999.

## Trans Europ Express
Alcuni dei treni affidati alle ALn 442-448:
- dal 1957 al 1972, TEE Ligure, da Milano a Marsiglia;
- dal 1957 al 1969, TEE Mediolanum, da Milano a Monaco di Baviera;
- dal 1958 al 1972, TEE Lemano, da Milano a Ginevra;
- dal 1960 al 1972, TEE Mont Cenis, da Milano a Lione.